# Новокузнецкий государственный цирк
Новокузнецкий государственный цирк — культурный развлекательный центр в Новокузнецке, Россия.
В России цирковые манежи есть только в республиканских, краевых и областных центрах. Новокузнецк — исключение из этого правила (другие города — Нижний Тагил, Магнитогорск, Кисловодск, Сочи).
В цирке есть 1685 мест для зрителей, а также гостиница для артистов.
В цирке проводятся мероприятия к знаменательным датам, профессиональным праздникам с привлечением самодеятельных и профессиональных коллективов, проходят фестивали детских цирковых коллективов юга Кузбасса, которые выявляют особо одарённых детей.

## История
Первый цирк в Новокузнецке появился в 1935 году в виде деревянного шатра, в те времена в цирк приезжали самые знаменитые артисты — клоун Карандаш, династии Дуровых и Филатовых. Со временем цирк обветшал и в 1957 году его закрыли.
В 1967 году на улице Кирова забили первую сваю нового цирка.
Первое цирковое представление — «Ребята с Арбата», состоялось 30 апреля 1974 года.
С 1974 года по июль 2018 года было дано 266 различных цирковых программ. В этом периоде в цирке побывали такие заслуженные мастера циркового искусства: Николай Павленко, Михаил Багдасаров, Эмиль Кио, Виктор Тихонов, Запашные, Филатовы, Авьерино, Корниловы.